# فایز شمسین
فایز شمسین (عربی: فايز بلال شمسين؛ زادهٔ ۱۲ ژوئیهٔ ۱۹۹۲) بازیکن فوتبال اهل لبنان است.
از باشگاه‌هایی که در آن بازی کرده‌است می‌توان به باشگاه فوتبال هانوفر ۹۶ اشاره کرد.
وی همچنین در تیم ملی فوتبال لبنان بازی کرده‌است.